# Timidin fosforilaza
Timidin fosforilaza (EC 2.4.2.4, pirimidinska fosforilaza, timidin-ortofosfatna dezoksiriboziltransferaza, regulatori životinjskog rasta, endotelni faktori ćelijskog rasta izvedeni iz krvnih trombocita, endotelni faktori ćelijskog rasta izvedeni iz krvnih trombocita, dezoksitimidinska fosforilaza, gliostatini, pirimidin dezoksinukleozidna fosforilaza, timidin:fosfat dezoksi-D-riboziltransferaza) je enzim sa sistematskim imenom timidin:fosfat dezoksi-alfa-D-riboziltransferaza. Ovaj enzim katalizuje sledeću hemijsku reakciju
timidin + fosfat {\displaystyle \rightleftharpoons } timin + 2-dezoksi-alfa-D-riboza 1-fosfat
Enzim u pojedinim tkivima takođe katalizuje reakcije dezoksiriboziltransferaze.

## Literatura
- Nicholas C. Price; Lewis Stevens (1999). Fundamentals of Enzymology: The Cell and Molecular Biology of Catalytic Proteins (Third изд.). USA: Oxford University Press. ISBN 019850229X.
- Eric J. Toone (2006). Advances in Enzymology and Related Areas of Molecular Biology, Protein Evolution (Volume 75 изд.). Wiley-Interscience. ISBN 0471205036.
- Branden C; Tooze J. Introduction to Protein Structure. New York, NY: Garland Publishing. ISBN 0-8153-2305-0.
- Irwin H. Segel. Enzyme Kinetics: Behavior and Analysis of Rapid Equilibrium and Steady-State Enzyme Systems (Book 44 изд.). Wiley Classics Library. ISBN 0471303097.

## Spoljašnje veze
- Thymidine+phosphorylase на 